# دمسيسة بهشية الأوراق
دمسيسة بهشية الأوراق أو أمبروزية بهشية الأوراق (الاسم العلمي:Ambrosia ilicifolia) هي نوع من النباتات تتبع جنس الدمسيسة من الفصيلة النجمية.